# Asan United F.C.
Asan United FC (kor. 아산 시민축구단), klub piłkarski z Korei Południowej, z miasta Asan, występujący w K3 League (3. liga).